# Xystrocera australasiae
Xystrocera australasiae är en skalbaggsart som beskrevs av Hope 1842. Xystrocera australasiae ingår i släktet Xystrocera och familjen långhorningar. Inga underarter finns listade i Catalogue of Life.